# Ланг (Штирия)
Ланг (нем. Lang (Steiermark)) — коммуна (нем. Gemeinde) в Австрии, в федеральной земле Штирия. 
Входит в состав округа Лайбниц.  Население составляет 1281 человек (на 2016 год). Занимает площадь 15,66 км². Официальный код  —  6 10 20.

## Политическая ситуация
Бургомистр коммуны — Йохан Майер (АНП) по результатам выборов 2015 года.
Совет представителей коммуны (нем. Gemeinderat) состоит из 15 мест.
- АНП занимает 12 мест.
- СДПА занимает 2 мест.
- АПС занимает 1 место.